# Bitwa na górze Cer
Bitwa pod górą Cer – bitwa stoczona w dniach 15–24 sierpnia 1914 pomiędzy armią serbską a austro-węgierską podczas kampanii serbskiej I wojny światowej.

## Tło
Po odrzuceniu przez Serbów austro-węgierskiego ultimatum, Austriacy 28 lipca 1914 roku wypowiedzieli Serbii wojnę. Następnego dnia ostrzelali Belgrad. 12 sierpnia 1914 roku austriacka 2 Armia pod dowództwem gen. Oskara Potiorka zaatakowała Serbię z północnego zachodu. Austriacy zdołali opanować Šabac i kilka miejscowości w okolicach Mitrovicy. Austro-węgierska 5 Armia nacierająca nad dolną Driną natrafiła na silny opór Serbów, wskutek czego pierwszego dnia Drinę sforsowała tylko jedna dywizja. 6 Armia austriacka przeszła do obrony, zabezpieczając prawe skrzydło 5 Armii. Naczelny dowódca wojsk serbskich Radomir Putnik nakazał serbskiej 1 i 2 Armii przegrupować się na północny zachód, podczas gdy 3 Armia miała powstrzymywać uderzenie austriackiej 5 Armii. Armia Užice otrzymała rozkaz natarcia na Wiszegrad osłaniana na skrzydle przez Armię Czarnogórską.
13 sierpnia Austriacy nie atakowali, czekając na przybycie 5 Armii oraz na zdobycie Lešnicy przez VIII Korpus austriacki. Wskutek tego Serbowie zdołali sprowadzić nowe oddziały.
Serbska 1 Dywizja Šumadija 14 sierpnia zaatakowała Šabac, jednak bez powodzenia. Tymczasem VIII Korpus austriacki wyparł z pozycji Oddział Lešnica, a XIII Korpus opanował Loznicę. 2 Armia, której oddziały oszczędzano w celu przerzucenia na front rosyjski po pokonaniu Serbii, działała ostrożnie, ograniczając się do unieruchomienia sił serbskiej 1 i 3 Armii. Natomiast 6 Armia austriacka pozostała w obronie, uniemożliwiając Serbom uderzenie na Sarajewo i rozniecenie powstania w Bośni.
Putnik postanowił więc przejść do ofensywy, aby wypchnąć siły austro-węgierskie z Serbii. Aby tego dokonać, musiał zapobiec połączenia się austriackiej 5 i 2 Armii wokół Šabacu. Zdecydował się więc na wyprowadzenie silnego kontrataku na 5 Armię austriacką: 3 Armia serbska miała powstrzymać ewentualne natarcie wroga w dolinie rzeki Jadar, a 2 Armia generała Stepy Stepanovicia uderzyć na lewe skrzydło austriackie.

## Przebieg bitwy
Około godziny 23:00 15 sierpnia oddziały serbskiej 1 Dywizji Kombinowanej wpadły na stanowiska armii austro-węgierskiej na stokach Góry Cer. O północy walki stały się bardzo zacięte, w ciemnościach zapanował chaos. Rankiem 16 sierpnia oddziały austro-węgierskie zostały odrzucone w kierunku sił głównych. W dalszej części dnia Serbowie zepchnęli austriacką 21 Dywizję z góry Cer, uniemożliwiając jej połączenie się z siłami 2 Armii w Šabacu.
17 sierpnia Serbowie usiłowali odzyskać Šabac, jednak bez powodzenia. 1 Dywizja Kombinowana zaatakowała wioski Trojan i Parlog, po czym skierowała się na miasteczko Kosanin Grad. Austriakom udało się odepchnąć 3 Armię serbską, zmuszając ją do skierowania jednej z dywizji do zabezpieczenia podejść do Valjeva, któremu zagrażała austriacka 42. Dywizja Górska.
Rankiem 18 sierpnia Austriacy wyprowadzili kolejny atak z zamiarem zepchnięcia 1 Dywizji Šumadija z przyczółka pod Šabacem i umożliwienia 5 Armii kontynuowania natarcia. Serbowie jednakże zniszczyli oddziały austriackie nad rzeką Dobrawą, zmuszając ocalałych żołnierzy do odwrotu. Natomiast serbska 2 Armia nadal prowadziła kontratak wzdłuż Ceru i Iveraka. Austriacy utrzymali wieś Rašuljača, ale nie zdołali odeprzeć Serbów pod miejscowością Kosanin Grad. Choć pierwsze uderzenie serbskie zostało odparte, Serbowie ponawiali ataki w ciągu nocy i rankiem miasteczko padło. 1 Dywizja Morava zepchnęła austriacką 9 Dywizję z jej pozycji obronnych, po czym skutecznie odparła kontrataki, zadając ciężkie straty Austriakom. IV Korpus austriacki wznowił natarcie na Dywizję Šumadija; została ona zmuszona do odwrotu, lecz zachowała wartość bojową, wskutek czego IV Korpus nie mógł zawrócić w kierunku Góry Cer, obawiając się uderzenia Dywizji Šumadija na tyły. W rezultacie IV Korpus nie był w stanie dołączyć do sił austro-węgierskich w czasie decydującej fazy bitwy przy Cerze.
W południe 19 sierpnia Serbowie opanowali Rašulijačę, po czym 1 Dywizja Kombinowana rozwinęła uderzenie na Lešnicę. Tymczasem 1 Dywizja Morava odrzuciła Austriaków spod Iveraku. Tuż przed południem Serbowie zdobyli wieś Velika Glava, a po południu przejęli także grzbiet Rajin Grob. Upadek tej ostatniej pozycji sprawił, że Austriacy zaczęli tracić wolę walki i przeszli do odwrotu. Serbska 3 Armia zepchnęła austriacką 36 Dywizję, która także rozpoczęła odwrót. Siły serbskie przeszły na całym froncie do pościgu. Do 20 sierpnia wojska austro-węgierskie zostały odrzucone za Drinę, a do 22 sierpnia austriacka 5 Armia została zepchnięta do Bośni. Zepchnąwszy Austriaków z Ceru, Serbowie skierowali się do ataku na Šabac. 21 i 22 sierpnia toczyły się ciężkie walki o miasto. Do 23 sierpnia Serbowie otoczyli miasto i wieczorem sprowadzili swoją artylerię oblężniczą. W nocy Austriacy opuścili miasto. 24 sierpnia Serbowie zajęli miasto, a około 16:00 dotarli do brzegu rzeki Sawy, kończąc pierwszą inwazję Austro-Węgier na Serbię.

## Konsekwencje bitwy
Obie strony poniosły ciężkie straty w walkach. Armia austro-węgierska straciła około 37 tysięcy żołnierzy, w tym około 7 tysięcy zabitych. Ponadto około 4 tysięcy żołnierzy trafiło do niewoli.
Straty serbskie były o wiele mniejsze – wynosiły około 3 tysięcy zabitych i 15 tysięcy rannych. Obie strony wzajemnie oskarżały się o zbrodnie wojenne. Austriacy oskarżali serbskich cywili o okaleczanie żołnierzy austro-węgierskich, natomiast niezdyscyplinowani żołnierze austriaccy wymordowali setki Serbów oraz zgwałcili i zabili wiele serbskich kobiet i dzieci. Morderstwa powodowane były wzajemną nienawiścią obu narodów do siebie.
Zwycięstwo na górze Cer było pierwszą poważną wygraną ententy nad państwami centralnymi. Serbia uzyskała spore uznanie i sympatię na arenie międzynarodowej. Wiele państw europejskich zaproponowało Serbii pomoc finansową, polityczną, humanitarną i medyczną. Generał Stepa Stepanović, dowódca serbskiej 2 Armii, został mianowany marszałkiem (srb. vojvoda), natomiast generał Oskar Potiorek, dowódca wojsk austro-węgierskich, upokorzony przez wojska serbskie, chciał ponownie uderzyć przez rzekę Drinę. Serbowie jednak już 6 września rozpoczęli ofensywę na teren Syrmii.